# 蝴蝶谷

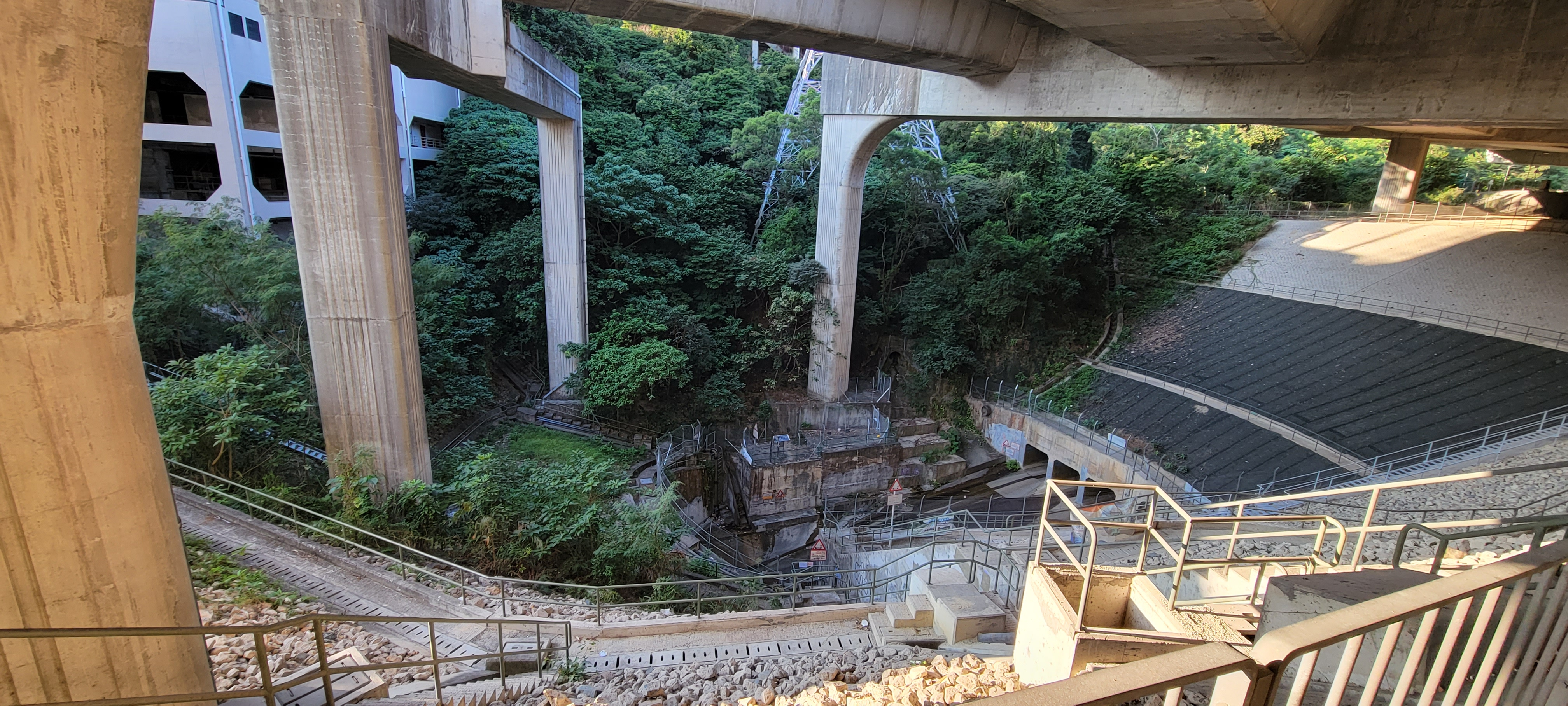
蝴蝶谷

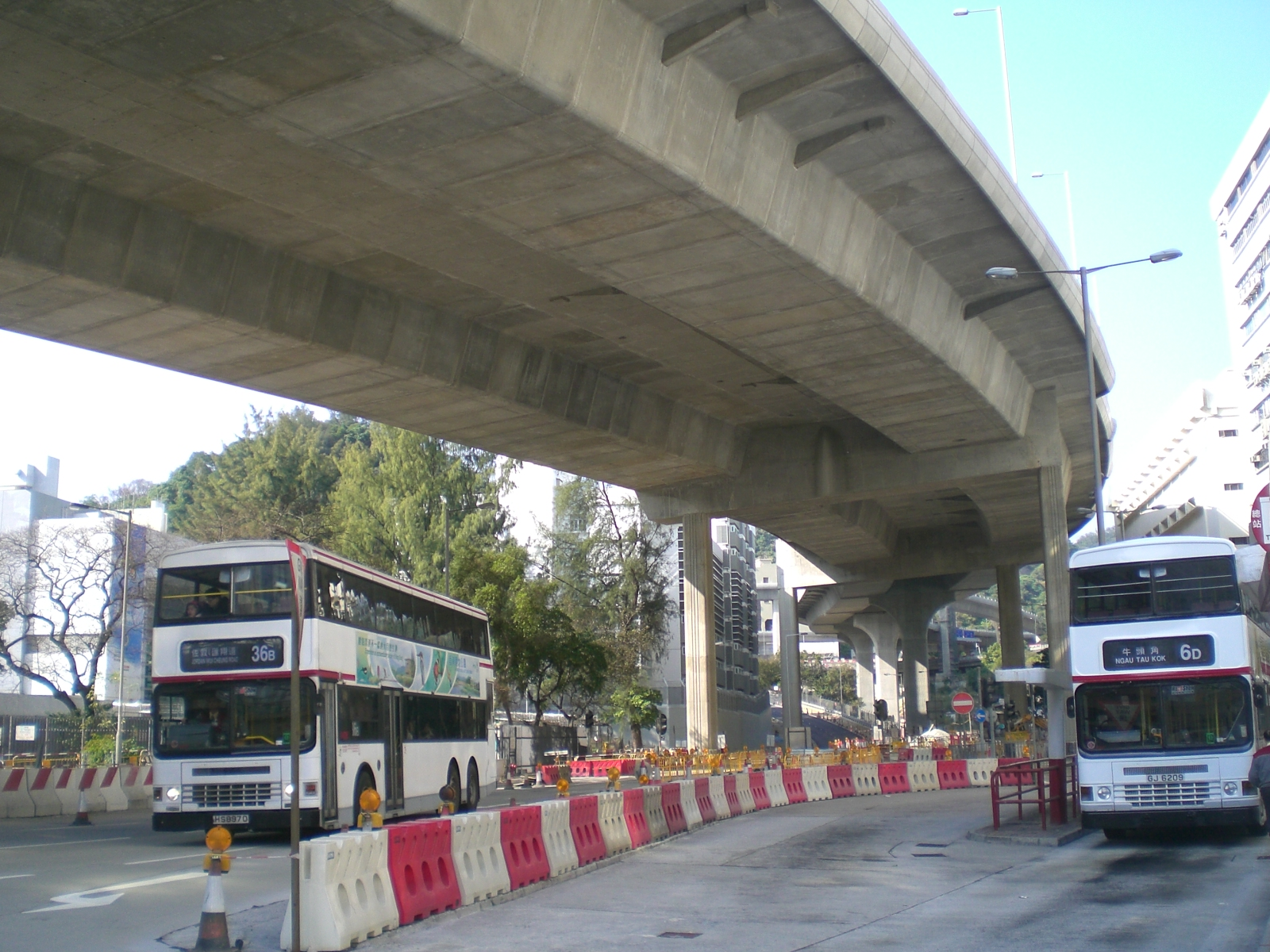
位於蝴蝶谷南部的甘泉街巴士總站

蝴蝶谷（英語：Butterfly Valley）位於荔枝角東北部，九華徑以東，大蒸場以南，是指坳背山、琵琶山與昂峨山之間的山谷。廣義範圍包括整個坳背山，即長坑村所在處，长坑路與青山公路ㄧ葵涌段之間的山丘。南部大致以香港新九龍蝴蝶谷道及呈祥道與荔枝角及長沙灣為界、西部以青山公路－葵涌段與九華徑為界，東部以青沙公路與琵琶山為界，北部以长源路與大蒸場為界。中間由长坑路貫穿，南部由呈祥道横跨，是深水埗區、葵青區及沙田區之交匯處；根據香港行政區劃，呈祥道以北的蝴蝶谷(包括坳背山一帶)屬於葵青區，呈祥道及蝴蝶谷道以南則屬深水埗區，青沙公路東北面為沙田區，因此蝴蝶谷大部分屬葵青區。值得留意的是，位於青沙公路以東的蝴蝶谷食水主配水庫，雖以蝴蝶谷命名，但實際位置位於琵琶山西則昂峨山一帶。
這裡原本有許多黃金顏色的蝴蝶，所以命名蝴蝶谷。每當春天，掛滿在樹上的蝶蛹，就孵化成萬千隻黃金蝴蝶。這山谷本來已是綠蔭蔽天，加上成千上萬的蝴蝶，展翅遨翔，使得山谷黯然無光。由於清代嘉慶二十四年（西元1819年）刊行的《新安縣志》並無蝴蝶谷的記載，所以該地的早期歷史尚不清楚。在第二次世界大戰期間，日本皇軍把整個山谷的參天樹木都給砍掉盜伐，偷運回日本，蝶蛹沒有棲息的地點而絕跡。近年，儘管樹木再度生長，蝴蝶再度出現，然而亦不能回復舊貌，數量已大幅減少。
此外，蝴蝶谷南面曾於1950年代至1960年代興建平房區，分別稱為衛民村（荔枝角平房區）、蝴蝶谷新村和梅崗村。後來為配合政府清拆平房區的政策，及興建八號幹線，兩個平房區皆於2001年被清拆。而山谷北面的寮屋區梅崗村亦已因類似的原因被拆。隨著八號幹線、蝴蝶谷交匯處及中華電力有限公司荔枝角400仟伏變電站等基建設施於蝴蝶谷一帶興建及發展，現今蝴蝶谷已非民居之地。儘管蝴蝶谷不復昔日模樣，現今山谷裡仍有一溪流(位於中華電力有限公司荔枝角400仟伏變電站與長坑路之間，長坑路中段有小徑前往溪流)從大蒸場流出長沙灣及荔枝角，反映蝴蝶谷仍為一河谷，而坳背山北部之長坑村正取名於此。
2008年啟用的八號幹線尖山隧道的南面入口及荔枝角高架道路正設於此。

## 城市景觀
- 位於坳背山的長坑村
- 位於蝴蝶谷的中華電力有限公司荔枝角400仟伏變電站
- 位於坳背山的鄰舍輔導會怡菁山莊，前身為坳背山男童院
- 蝴蝶谷長坑路（西面山丘為坳背山）
- 從長坑路俯瞰整個蝴蝶谷
- 溪流從大蒸場經蝴蝶谷流出荔枝角及長沙灣一帶，顯示蝴蝶谷仍為一河谷，位於坳背山北部之長坑村正取名於此。
- 長坑路有小徑往蝴蝶谷溪流。
- 從蝴蝶谷遠眺琵琶山一帶的爾登華庭、保良局蔡繼有學校及琵琶山政府宿舍

## 圖庫
- 山谷裏的蝴蝶

## 蝴蝶谷女屍案
1976年3月23日，一名22歲女子余錦華被發現陳屍在蝴蝶谷呈祥道近衛民村第六區入口100米的草叢山坡，死狀悽慘，本案至今未破。

## 交通

### 主要幹道
- 蝴蝶谷道
- 呈祥道
- 青沙公路
- 青山公路-葵涌段
- 尖山隧道

### 主要街道
- 長坑路
- 長源路
- 大蒸場路

## 鄰近景點
- 蝴蝶谷新村
- 蝴蝶谷食水主配水庫
- 蝴蝶谷道寵物公園
- 荔枝角雨水排放隧道
- 饒宗頤文化館
- 鐘山臺
- 九華徑
- 呈祥道休憩花園
- 九華徑舊村
- 九華徑新村
- 長坑村遊樂場
- 長坑村
- 九華徑抽水站
- 九華徑燒烤場
- 宣道國際學校
- 中華電力有限公司荔枝角400仟伏變電站
- 鄰舍輔導會怡菁山莊
- 荔枝角收押所
- 保良局蔡繼有學校
- 聖辣法厄爾天主教墳場
- 大埔道濾水廠
- 衛民村
- 坳背山污水處理廠

### 引用
1. ↑  . Facebook.   [2023-08-24]. （原始内容存档于2015-08-18） （印地语）.
2. 1 2  . www.map.gov.hk.   [2022-12-07]. （原始内容存档于2021-03-10）.
3. ↑   （页面存档备份，存于）
4. ↑   （页面存档备份，存于）
5. ↑  . Scribd.   [2023-08-24]. （原始内容存档于2023-08-24） （英语）.
6. ↑  . www.hkhikers.com.   [2023-07-26]. （原始内容存档于2022-12-30）.